# Rendez-vous de la bande dessinée d'Amiens
 (octobre 2018).
Le  Rendez-vous de la bande dessinée d'Amiens est l'un des principaux festivals de bande dessinée francophone. Il a lieu tous les ans, chaque premier week-end de juin, depuis 1996.

## Histoire
En avril 1995, neuf passionnés créent l'association On a marché sur la bulle dans le but de promouvoir la bande dessinée et ses auteurs, en région Picardie. Ils décident de réaliser un festival l'année suivante, le premier week-end de juin, et lui donnent le nom de Rendez-vous de la bande dessinée d'Amiens. Le logo de l'association est créé par Dominique Gelli, qui est également leur premier invité en septembre 1995. Après avoir invité Julio Ribera en décembre 1995 à la librairie Bulle en Stock, nouvellement ouverte par un des créateurs du festival, l'aventure commence. Avec 33 000 visiteurs en 2012, il est l'un des festivals de bande dessinée les plus fréquentés de France.
Depuis 2018, le festival se déroule dans la halle Freyssinet, bâtiment de 8000 m2 situé dans le quartier de la gare d'Amiens.

## Les salons

### Salon 1996
Les 1er et 2 juin 1996, les premiers Rendez-vous de la bande dessinée d'Amiens se sont tenus au Coliseum. L'affiche était signée Batem.
- Les auteurs invités

Les 33 auteurs présents étaient Édouard Aidans, Alfred, Jean-Marie Arnon, Anne Baltus, Batem, François Boucq, Marc Bourgne, Cerise, Jean-Christophe Chauzy, Christopher, Éric Corbeyran, Edith, Gaudelette, Dominique Gelli, Paul Gillon, Christian Godard, Richard Guérineau, Alejandro Jodorowsky, Manu Larcenet, Serge Le Tendre, Patrick Lemordan, Dominique Mainguy, Mezzo, Jean-François Miniac, Jean-Denis Pendanx, Jean-Philippe Peyraud, Michel Pirus, Pascal Rabaté, Julio Ribera, Riff Reb's, Benoît Roels, Olivier Saive et Olivier Ta.
- Les expositions

Quatre expositions ont été proposées en 1996, consacrées à Batem et au Marsupilami, à François Boucq et Alejandro Jodorowsky, à Julio Ribera et à Pascal Rabaté.
- Les productions

Une des caractéristiques de ce salon a été la création dès cette première année de nombreux ex-libris des auteurs présents (30 modèles pour 33 auteurs présents, dont des ex-libris de scénaristes). Un tiré à part de l'affiche de Batem a été réalisé, mais n'a pas été commercialisé.

### Salon 1997
La seconde édition se déroulait du 13 au 15 juin 1997, au Coliséum, comme l'année précédente. L'affiche était signée Tronchet.
- Les auteurs invités

Cette année-là, les 34 auteurs présents étaient Christophe Arleston, François Ayroles, Baru, Serge Carrère, Jean-Christophe Chauzy, Johan De Moor, Daniel Desorgher, Xavier Fourquemin, Gaudelette, Paul Gillon, Paul Glaudel, René Hausman, Alain Janolle, Kas, Hugues Labiano, Manu Larcenet, Dominique Latil, Mezzo, Marvano, Jean-François Miniac, Jean-Louis Mourier, Emmanuel Moynot, Philippe Pellet, Jean-Denis Pendanx, Ptiluc, Pascal Rabaté, Julio Ribera, Christian Rossi, Olivier Saive, Servain, Anne Sibran, Guillaume Sorel, Tronchet et Alberto Varanda.
- Les expositions

Cinq expositions ont été proposées en 1997, consacrées au Quartier Évanoui de Tronchet et Anne Sibran, à Christophe Arleston et à quatre de ses séries (Léo Loden, Lanfeust de Troy, Les Maîtres cartographes et Les Feux d'Askell), à la série Labyrinthes de Jean-Denis Pendanx, Dieter et Serge Le Tendre. Une exposition originale a été consacrée aux techniques de la bande dessinée, au fil des dessins de Jean-Christophe Chauzy et une rétrospective concernait Paul Gillon.
- Les productions

34 ex-libris ont été réalisés en 1997. Un tirage numéroté et signé de l'affiche de Tronchet a été édité (100 exemplaires).

### Salon 1998
Les troisièmes Rendez-vous de la bande dessinée d'Amiens ont eu lieu du 12 au 14 juin 1998. L'affiche était signée Enki Bilal.
- Les auteurs invités

Cette année-là, les 39 auteurs présents étaient Alfred, Denis Bajram, Batem, Bruno Bazile, Ben Radis, Enki Bilal, Fabrizio Borrini, Cerise, Pierre Christin, Coyote, Cromwell (auteur), Yvan Delporte, Daniel Desorgher, Philippe Druillet, Fred Duval, Dominique Gelli, Stéphane Gess, Jean-Pierre Gibrat, Paul Gillon, René Hausman, Éric Hérenguel, Eric Ivars, Janry, Mabrouk Kheridine, Hugues Labiano, Philippe Luguy, Marvano, Jean-Claude Mézières, Midam, Jean-François Miniac, Fred Neidhardt, Jean-Denis Pendanx, Jean-Philippe Peyraud, David Prudhomme, Julio Ribera, Olivier Saive, Benoît Springer, Évelyne Tranlé et Sylvain Vallée.
- Les expositions

Sept expositions ont été proposées en 1998. La plus importante était consacrée à Enki Bilal et présentait une quarantaine de ses originaux, dont une des toiles de Bleu Sang. Cette exposition fut d'abord présentée à la médiathèque Louis Aragon, et vernie en présence de l'auteur. D'autres expositions offraient l'occasion de découvrir la série Anita Bomba de Cromwell, l'univers de Julio Ribera ou bien encore le travail de David Prudhomme. Une exposition consacrée à Jean-Claude Mézières présentait de nombreux dessins et illustrations réalisées par l'auteur pour la préparation du film Le Cinquième Élément de Luc Besson. Des expositions itinérantes consacrées à François Boucq et Paul Gillon furent présentées au grand public dans le hall de la gare d'Amiens.
- Les productions

37 ex-libris ont été réalisés en 1998.

### Salon 1999
Les quatrièmes Rendez-vous de la bande dessinée d'Amiens ont eu lieu du 11 au 13 juin 1999. L'affiche était signée Jean Roba et représentait ses personnages Boule et Bill naviguant sur une barque dans le quartier Saint-Leu. Cette édition a vu la création du Prix Meilleur Premier Album des Lycéens Picards qui fut attribué à Les Forell, Marcel l'embrouille de Bruno Bazile.
- Les auteurs invités

Cette année-là, les 33 auteurs présents étaient Achdé, Alfred, Philippe Aymond, Barly Baruti, Boris Beuzelin, Olivier Boiscommun, Raoul Cauvin, Caza, Christophe Chabouté, Clarke, Coyote, Daniel Desorgher, Jacques Ferrandez, Paul Gillon, Hugues Labiano, Simon Léturgie, Philippe Luguy, Maëster, Midam, Jean-François Miniac, Patrick Moerell, Emmanuel Moynot, Eddy Paape, Antonio Parras, Christian Paty, Michel Plessix, Julio Ribera, Jean Roba, Philippe Sternis, Franck Tacito, Sylvain Vallée, Sébastien Vastra et Yoann.
- Les expositions

Huit expositions ont été proposées lors de cette quatrième édition. L'une d'entre elles fut consacrée à l'œuvre de Jean Roba et plus particulièrement à Boule et Bill à travers des planches et illustrations rares ainsi que des documents originaux jamais présentés au public jusque-là. D'autres auteurs eurent les honneurs d'une exposition : Jean Dufaux et Hugues Labiano pour la série Dixie Road, Étienne Davodeau, Julio Ribera mais aussi un hommage à Jean-Claude Forest, décédé peu de temps avant le salon, à travers la présentation d'une douzaine de Barbarella grandeur nature, dessinées par des auteurs proches ou plus lointains de l'auteur. Une exposition fut aussi consacrée à l’adaptation en bande dessinée de l'œuvre et de l'univers du plus célèbre des amiénois d'adoption, Jules Verne.
- Les productions

Cette édition a vu la création d'un portfolio consacré aux séries télévisées des années 1960 et leur interprétation par des auteurs de bande dessinée. 33 ex-libris furent réalisés cette année là.

### Salon 2000
Les cinquièmes Rendez-vous de la bande dessinée d'Amiens ont eu lieu les 10 et 11 juin 2000. L'affiche était signée Milo Manara. Le festival a été précédé de plusieurs expositions dans la ville, à partir du 17 mai 2000. Le Prix Meilleur Premier Album des Lycéens Picards fut remis à Luc Jacamon pour la série Le Tueur.
- Les auteurs invités

Cette année-là, les 61 auteurs présents étaient Behiç Ak, Tuncay Akgün, Alfred, Ange, Pascal Bresson, Mehmet Çağçağ, Francis Carin, Eric Cartier, David Caryn, Catel, Christophe Chabouté, Jean-Christophe Chauzy, Clarke, Serge Clerc, Clod, Stéphane Colman, Philippe Delaby, Yvan Delporte, Yalçin Didman, Jean Dufaux, Édith, Jacques Ferrandez, Paul Gillon, Daniel Goossens, Olivier Grenson, Véronique Grisseaux, Ergün Gunduz, Harty, Éric Hérenguel, Alain Janolle, Joan, Josepe, Pascal Jousselin, Hugues Labiano, Eric Le Brun, Simon Léturgie, Jean Léturgie, Marc Lizano, Philippe Luguy, Piyale Madra, Maëster, Priscille Mahieu, Marc Malès, Enrico Marini, Eric Miller, Jean-François Miniac, Patrick Moerell, Jean-Philippe Peyraud, Joe G. Pinelli, Nicolas Poupon, Jeff Pourquie, David Prudhomme, Ptiluc, Julio Ribera, Riff Reb's, Roman, Fabien Rypert, Olivier Supiot, Franck Tacito, Galip Tekin, Vinz'.
- Les expositions

Douze expositions ont été présentées aux publics en 2000. Elles furent consacrées à des thématiques aussi diverses que la bande dessinée turque, le rôle du train dans la BD ou bien encore les séries télévisées des années 1970. Milo Manara, Jean Dufaux, Jacques Ferrandez, Joe G. Pinelli, Édith et Philippe Luguy furent chacun mis à l'honneur lors d’expositions. Une exposition sur Mélusine (bande dessinée) a permis de découvrir le travail de Clarke et François Gilson sur cette série. Dans le cadre du projet couleurs du monde initié par la ville d'Amiens en 2000, six dessins réalisés par six auteurs majeurs de la bande dessinée européenne (Milo Manara, François Boucq, Max Cabanes, Paul Gillon, Daniel Goossens et François Schuiten) furent présentés sur le salon dans des tirages géants, aux côtés de l'expo consacrée à la bande dessinée turque. Ces dessins furent les premiers d'une collection qui voyagea dans cinq pays lors d'une grande exposition itinérante consacrée à la Cathédrale Notre-Dame d'Amiens.
- Les productions

Comme l'année précédente, un portfolio consacré aux séries télévisées vit le jour. Dans cette édition, c'est la télé des années 1970 qui fut mise à l'honneur par 11 auteurs. 41 ex-libris ont été réalisés en 2000. Ce fut la dernière année où ces ex-libris furent de format carré.

### Salon 2001
Les sixièmes Rendez-vous de la bande dessinée d'Amiens ont eu lieu les 2 et 3 juin 2001. L'affiche était signée Dupuy-Berberian. Le Prix Meilleur Premier Album des Lycéens Picards a été remporté par Juanjo Guarnido et Juan Díaz Canales pour leur série Blacksad.
- Les auteurs invités

Cette année-là, les 73 auteurs présents étaient Alfred, Angus, Bachan, Denis Bajram, Batem, Bruno Bazile, Charles Berberian, Fabrizio Borrini, François Boucq, Brüno, Céka, Cerise, Cirep, Edgar Clement, Clod, Stéphane Colman, Coyote, Étienne Davodeau, Yann Degruel, Yvan Delporte, Dieter, Pierre Dubois, François Duprat, Philippe Dupuy, Serge Ernst, Espé, Jean-Claude Fournier, Xavier Fourquemin, Jerome Gantelet, Paul Gillon, Daniel Goossens, Marc Hardy, René Hausman, Janry, Joub, Pascal Jousselin, André Juillard, Keller, Serge Le Tendre, Lidwine, Marc Lizano, Régis Loisel, Philippe Marcelé, Midam, Patrick Moerell, Jean-David Morvan, Emmanuel Moynot, Oscar, Gérald Parel, Ricardo Pelaez, Jean-Denis Pendanx, Stéphane Perger, Jean-Philippe Peyraud, Emmanuel Pinchon, Joe G. Pinelli, Nicolas Poupon, Ptiluc, Repele, Sandrine Revel, Julio Ribera, Lucien Rollin, Olivier Saive, Mathieu Sapin, Sylvain Savoia, Jean-Luc Simon, Olivier Supiot, Olivier Ta, Cyrille Ternon, Jean-Michel Thiriet, Béatrice Tillier, Sixto Valencia Burgos et Fairhid Zerriouh.
- Les expositions

Douze expositions ont été proposées en 2001, consacrées aux univers de Jean Dufaux, aux travaux d'Emmanuel Moynot, Jacques Ferrandez ou bien encore de Claire Wendling. Une exposition a été consacrée à Régis Loisel, Serge Le Tendre et Lidwine pour leur travail commun sur L'Ami Javin. D'autres séries furent mises à l'honneur lors d'expositions présentant de nombreux originaux, croquis et travaux préparatoires : Max et Zoé d'Étienne Davodeau et Joub, Monsieur Jean de Dupuy-Berberian et Marie Frisson d'Olivier Supiot et Éric Baptizat. Comme en 2000, le projet couleurs du monde a mis à l'honneur un pays et ses auteurs. Une exposition et des débats ont permis de faire un état des lieux de la bande dessinée mexicaine contemporaine, sous toutes ses formes.
- Les productions

À la suite du succès des expositions et des portfolios réalisés en 1999 et en 2000 sur le thème des séries des années 1960 et 1970, un nouveau portfolio a été édité en 2001. Sur le même principe que ces deux prédécesseurs, celui-ci fut consacré aux émissions de télévision destinées à la jeunesse. 43 ex-libris ont été réalisés cette année là.

### Salon 2002
Les septièmes Rendez-vous de la bande dessinée d'Amiens ont eu lieu les 8 et 9 juin 2002. L'affiche était signée Coyote. Le Prix Meilleur Premier Album des Lycéens Picards a été remporté par Alexis Robin pour Si j'ai bonne mémoire.
- Les auteurs invités

Cette année-là, les 61 auteurs présents étaient Julien Batandeo, Bruno Bazile, Ben Radis, Big Ben, David Bolvin, Brüno, Philippe Buchet, Christian Cailleaux, Fred Campoy, Jean-Christophe Chauzy,Coyote, Cromwell, Steve Cuzor, Damien, Papa Nambala Diawara, Dodo, Nicolas Dumontheuil, François Duprat, Jacques Duquennoy, Fred Duval, Edith, Efix, Jacques Ferrandez, Olivier Frasier, André Geerts, Paul Gillon, Stéphane Heurteau, Jewel, Pascal Jousselin, André Juillard, Kokor, Hugues Labiano, Simon Léturgie, Philippe Marcele, Laurent Massif, Mezzo, Patrick Moerell, Jean-David Morvan, Emmanuel Moynot, Jean-Denis Pendanx, Jean-Philippe Peyraud, Joe G. Pinelli, Portet, Nicolas Poupon, Ptiluc, Julio Ribera, Riff Reb's, Alexis Robin, Fabien Rypert, Jean-Claude Servais, Sofia, Philippe Sternis, Studio 2HB, Yves Swolfs, Franck Tacito, Massire Tounkara, Sylvain Vallée, Vanyda, Alex Varenne, Sébastien Vastra et Fairhid Zerriouh.
- Les expositions

Huit expositions ont été proposées en 2002, consacrées à la série Jojo créée par André Geerts, à Sergeï Wladi de Riff Reb's et Cromwell ou bien encore à la BD malienne. Une exposition de planches et de dessins originaux présenta l'univers iconoclaste de Nicolas Poupon. Une exposition mit les crayonnés érotiques à l'honneur. Sans encrage et sans couleur, au crayon ou au fusain, les dessins étaient entourés de textes classiques de la littérature érotique. Une dizaine d'auteurs parmi lesquels Milo Manara, Juanjo Guarnido ou Tanino Liberatore se prêtèrent au jeu. Un concours sur le thème des "pirates" a été organisé durant cette édition. Les meilleurs travaux furent exposés pendant le salon.
- Les productions

Un portfolio dédié aux "crayonnés érotiques", reprenant une sélection des dessins de l'exposition qui y était consacrée, fut édité dans un tirage limité à 250 exemplaires. 40 ex-libris ont été réalisés cette année là.

### Salon 2003
Les huitièmes Rendez-vous de la bande dessinée d'Amiens ont eu lieu les 7 et 8 juin 2003. L'affiche était signée Mezzo. Le Prix Meilleur Premier Album des Lycéens Picards a été remporté par Kris (scénario) et Julien Lamanda (dessin) pour Toussaint 66.
- Les auteurs invités

Cette année-là, les 53 auteurs présents étaient Alfred, Baloo, Ben Radis, Michel Blanc-Dumont, David Bolvin, Brüno, Laurence Busca, David Cerqueira, Jean-Luc Cornette, Coyote, Steve Cuzor, David B., Jacques Duquennoy, Eco, Emem, Jampur Fraize, Frank, Benoît Frebourg, André Geerts, Paul Gillon, Gos, Juanjo Guarnido, Hermann, Stéphane Heurteau, Joan, Joël Jurion, Kaci, Kris, Julien Lamanda, André Lamorthe, Christian Lax, Philippe Luguy, Frank Margerin, Sid Ali Melouah, Ralph Meyer, Mezzo, Emmanuel Moynot, Joe G. Pinelli, Michel Plessix, Nicolas Poupon, Jeff Pourquie, Sylvain Savoia, Siel, Studio 2hb, Olivier Supiot, Franck Tacito, Cyrille Ternon, Tieko, Vincent Vanoli, Vanyda, Sébastien Vastra, Fabien Vehlmann, Fairhid Zerriouh.
- Les expositions

Onze expositions ont été proposées lors de cette huitième édition. L'une d'entre elles fut consacrée à Mezzo. Cette même exposition s'était retrouvée ensuite, en novembre 2003, sur le festival BD BOUM, à Blois.
- Les productions

44 ex-libris ont été réalisés en 2003.

### Salon 2004
Les neuvièmes Rendez-vous de la bande dessinée d'Amiens ont eu lieu les 5 et 6 juin 2004. L'affiche était signée André Geerts. Le Prix Meilleur Premier Album des Lycéens Picards a été remporté par Matteo pour Mèche rebelle : Kim, t. 1.
- Les auteurs invités

Cette année-là, les 74 auteurs présents étaient Baloo, David Bolvin, Benjamin Bozonnet, Brüno, Laurent Cagniat, Catel, David Chauvel, Jean-Christophe Chauzy, Stéphane Colman, Michel Constant, Jean-Luc Cornette, Cyfar, Jean-Yves Delitte, Antoine Dodé, Nicolas Dumontheuil, François Duprat, Christian Durieux, Serge Dutfoy, Eco, Efa, Efix, Emem, Tanguy Ferrand, André Geerts, Gildo, Daniel Goossens, Juanjo Guarnido, Hardoc, Marc Hardy, Régis Hautiere, Eric Herenguel, Stéphane Heurteau, Nicolas Hitori De, Luc Jacamon, Joan, Pascal Jousselin, Jérome Jouvray, Olivier Jouvray, Michel Koeniguer, Kokor, Antonio Lapone, Emmanuel Lepage, Frank Margerin, Damien Marie, Matteo, Ralph Meyer, Midam, Christian Paty, Cyril Pedrosa, Benoît Peeters, Nancy Pena, Jean-Denis Pendanx, Jean-Philippe Peyraud, Joe G. Pinelli, Michel Plessix, Frédéric Pontarolo, Nicolas Poupon, Jeff Pourquie, Vincent Rioult, Kenny Ruiz, François Schuiten, Denis Sire, Studio 2hb, Olivier Supiot, Tebo, Cyrille Ternon, Gordon Tib, Tieko, Karl Tollet, Damien Vanderstraeten, Vincent Vanoli, Vanyda, Wallace, Fairhid Zerriouh.
- Les expositions

Douze expositions ont été proposées lors de cette neuvième édition.
- Les productions

61 ex-libris ont été réalisés en 2004.

### Salon 2005
Les dixièmes Rendez-vous de la bande dessinée d'Amiens ont eu lieu les 4 et 5 juin 2005. L'affiche était signée Philippe Buchet. Le Prix Meilleur Premier Album des Lycéens Picards a été remporté par Raphaël Terrier pour (A)mère.
- Les auteurs invités

En 2005, les 71 auteurs présents étaient Lucie Albon, Alfred, Batem, Ben Radis, Charles Berberian, Cyril Bonin, Brüno, Philippe Buchet, Laurent Cagniat, Serge Carrere, Catel, Raoul Cauvin, Ceka, Jean-christophe Chauzy, Steve Cuzor, Loïc Dauvillier, Christian De Metter, Renaud Dillies, Antoine Dodé, Domas, Christian Durieux, Charles Dutertre, Edith, Emem, Michel Falardeau, Nathalie Ferlut, Gil Formosa, Fraco, Jampur Fraize, David Francois, Gos, Claude Guth, Hardoc, Régis Hautiere, Nicolas Hitori De, Jean-Pol
Boris Joly-Erard, Nicolas Juncker, Kokor, Daniel Kox, Denis Lapiere, Thierry Leprevost, Christian Lerolle, Loran, Philippe Luguy, Lisa Mandel, Philippe Marcele, Jean-Louis Marco, Frank Margerin, Ralph Meyer, Mezzo, Minh-Than, Emmanuel Moynot, Michel Plessix, Cyrille Pomes, Nicolas Pothier, Jeff Pourquie, Julio Ribera, Reb's Riff, Frédérik Salsedo, Vincent Sauvion, Sylvain Savoia, Marzena Sowa, Studio 2hb, Tang!, Raphaël Terrier, Tom Tirabosco, Fabien Vehlmann, David Von Bassewitz, Philippe Wurm, Fairhid Zerriouh.
- Les expositions

Quatorze expositions ont été proposées lors de cette dixième édition.
- Les productions

51 ex-libris ont été réalisés en 2005.

### Salon 2006
Les onzièmes Rendez-vous de la bande dessinée d'Amiens ont eu lieu les 3 et 4 juin 2006. L'affiche était signée Jean-Christophe Chauzy. Le Prix Meilleur Premier Album des Lycéens Picards a été remporté par Michel Falardeau pour Mertownville : Lydia, t. 1.
- Les auteurs invités

En 2006, les 71 auteurs présents étaient Pierre Alary, Noredine Allam, Ameziane, Diego Aranega, Alex Baladi, Baloo, Nicolas Barral, Ben Radis, Manuel Bichebois, Marc Botta, Hervé Bourhis, Brüno, Max Cabanes, Christian Cailleaux, Serge Carrere, Eric Cartier, Ceka, Marc Charbonnel, Jean-Christophe Chauzy, Clod, Steve Cuzor, Loïc Dauvillier, Nicolas Demare, Antoine Dodé, Dodo, Edith, Efix, Michel Falardeau, Fraco, Jampur Fraize, David Francois, Paul Gillon, Hardoc, Régis Hautiere, Pierre Henri, Nicolas Hitori De, Hub
Romain Hugault, Johanna, Joub, Pascal Jousselin, Olivier Jouvray, Jean-Philippe Kalonji, Kokor, Ronan Le Breton, Eric Liberge, Christophe Marchetti, Vincent Mathy, Ralph Meyer, Mezzo, Fabrice Neaud, Nicoby, Vengeur Pixel, Michel Plessix, Didier Poli, Nicolas Pothier, Nicolas Poupon, Jeff Pourquie, Julio Ribera, Riff Reb's, Frédérik Salsedo, Vincent Sauvion, Rudy Spiessert, Studio 2hb, Tang!, Raphaël Terrier, Sylvain Vallée, Sébastien Vassant, David Von Bassewitz, Yigael, Fairhid Zerriouh.
- Les expositions

Dix expositions ont été proposées lors de cette onzième édition.
- Les productions

56 ex-libris ont été réalisés en 2006.

### Salon 2007
Les douzièmes Rendez-vous de la bande dessinée d'Amiens ont eu lieu les 2 et 3 juin 2007. L'affiche était signée Jirō Taniguchi. La neuvième édition du Prix Meilleur Premier Album des Lycéens Picards a été remportée par Yannick Corboz pour Voies Off.
- Les auteurs invités

En 2007, les 73 auteurs présents étaient Pierre Alary, Joël Alessandra, Alfred, Noredine Allam, Clément Baloup, Ben Radis, Bruno Bessadi, Greg Blondin, Boulet, Jean-Christophe Chauzy, Alexandre Clerisse, Didier Conrad, Yannick Corboz, Loïc Dauvillier, Alain Dawson, Dodo, Jacques Dulphy, François Duprat, Jean-Jacques Dzialowski, Emem, Henri Fabuel, Arnaud Floc'h, Agnès Fouquart, Fraco, Alexandre Franc, David Francois, Benoît Frebourg, Paul Gillon, Daniel Goossens, Juanjo Guarnido, Hardoc, Régis Hautiere, Hippolyte, Hiroshi Hirata, Nicolas Hitori De, Jee-Yun, Jung, Kokor, Marion Laurent, Fabrice Le Henanff, Arnaud Le Roux, Emmanuel Lepage, Yan Lindingre, Marc Lizano, Lostfish, Rémy Mabesoone, Christophe Marchetti, Vincent Mathy, Olivier Mau, Ralph Meyer, Thierry Murat, Julien Neel, Nob, Ohm, Didier Poli, Nicolas Pothier, Nicolas Poupon, Ptiluc, Frédérik Salsedo, Sylvain Savoia, Michel-Yves Schmitt, Loïc Secheresse, Shovel, Marzena Sowa, Studio 2hb, Erwann Surcouf, Walther Taborda, Tebo, Sébastien Vassant, Sébastien Vastra, Olivier Vatine, Jean-Luc Vigneux, Yoann.
- Les expositions

Douze expositions ont été proposées lors de cette douzième édition. Une exposition était consacrée à Jirō Taniguchi et présentait 25 de ses originaux.
- Les productions

55 ex-libris ont été réalisés en 2007.

### Salon 2008
Les treizièmes Rendez-vous de la bande dessinée d'Amiens ont eu lieu les 7 et 8 juin 2008, au Pôle Universitaire Cathédrale. L'affiche était signée Guillaume Bouzard. La dixième édition du Prix Meilleur Premier Album des Lycéens Picards a été remportée par Christophe Alliel (dessin) et Syde (scénario) pour Les Terres de Caël.
- Les auteurs invités

En 2008, les 76 auteurs présents étaient Alex, Alex-Imé, Christophe Alliel, Baloo, Baru, Edmond Baudoin, Bruno Bazile, Bruno Bellamy, Ben Radis, Greg Blondin, Hervé Bourhis, Guillaume Bouzard, Abdel Bouzbiba, Brüno, Didier Cassegrain, Jean-Christophe Chauzy, Yannick Corboz, Loïc Dauvillier, Antoine Dodé, Michel Falardeau, Arnaud Floc'h, Fraco, Jampur Fraize, David Francois, Alain Grand, Juanjo Guarnido, Matti Hagelberg, Hardoc, Régis Hautiere, Nicolas Hitori De, Iñaki Holgado, Luc Jacamon, James, Jano, Jérome Jouvray, Olivier Jouvray, Juba, Nicolas Keramidas, Kokor, Kris, Francis Laboutique, Bruno Le Floc'h, Kaisa Leka, Marc Lizano, Lisa Mandel, Guillaume Martinez, Matteo, José Mauduit, Frederik Peeters, Jean-Denis Pendanx, Jean-Philippe Peyraud, Phicil, Pierre Place, Nicolas Pothier, Nicolas Poupon, Guillaume Poux Ptiluc, Sandrine Revel, Julio Ribera, Alexis Robin, Stéphane Rosse, Frédérik Salsedo, Greg Salsedo, Sylvain Savoia, Aude Soleilhac, Marzena Sowa, Syde, Tehem, Raphaël Terrier, Petteri Tikkanen, Katja Tukiainen, Marko Turunen, Olivier Vatine, René Vautier, Marc Villard, Ulric Zochoten.
- Les expositions

Quatorze expositions ont été proposées lors de cette treizième édition.
- Les productions

61 ex-libris ont été réalisés en 2008.

### Salon 2009
Les quatorzièmes Rendez-vous de la bande dessinée d'Amiens ont eu lieu les 6 et 7 juin 2009, au Pôle Universitaire Cathédrale. L'affiche était signée Jean-Pierre Gibrat. La onzième édition du Prix Meilleur Premier Album des Lycéens Picards a été remportée par Jean Trolley pour Le Dessinateur.
- Les auteurs invités

En 2009, les 82 auteurs présents étaient Alex-Imé, Alfred, Noredine Allam, Virginie Augustin, Jacques Azam, Baloo, Nicolas Bannister, Nicolas Barral, Edmond Baudoin, Greg Blondin, Émile Bravo, Fred Campoy, Eric Cartier, Cecily, Jean-Christophe Chauzy, Sébastien Chrisostome, Damien Cuvillier, Cyfar, Dab's, Loïc Dauvillier, Caroline Delabie, Tatiana Domas, Christophe Dubois, Jean Dufaux, Florence Dupre La Tour, Christian Durieux, Serge Dutfoy, Edith, Emem, Arnaud Floc'h, Agnès Fouquart, Fraco, Jampur Fraize, David Francois, Olivier Frasier, Bruno Gazzotti, André Geerts, Jean-Pierre Gibrat, Daniel Goossens, Olivier Grenson, Richard Guerineau, Guilhem, Hardoc, Régis Hautiere, Laurent Hirn, Nicolas Hitori De, Jürg, Olivier Ka, Kris, Hugues Labiano, Francis, Laboutique, Bruno Le Floc'h, Marc Lizano, Laurent Maffre, Jack Manini, Ralph Meyer, Mezzo, Guy Michel, Thierry Murat, Carole Murcia, Nykko, Otram, Cédric Perez, Léonid Pilipovic, Nicolas Pothier, Nicolas Poupon, Jeff Pourquie, Jean Regnaud, Riff Reb's, Frédérik Salsedo, Greg Salsedo, Sandro, Sylvain Savoia, Gradimir Smudja, Sofia, Marzena Sowa, Olivier Taduc, Theo, Jean Trolley, Eddy Vaccaro, Fabien Vehlmann, Zanzim.
- Les expositions

Douze expositions ont été proposées lors de cette quatorzième édition.
- Les productions

67 ex-libris ont été réalisés en 2009.

### Salon 2010
Les quinzièmes Rendez-vous de la bande dessinée d'Amiens ont eu lieu les 5 et 6 juin 2010, au Pôle Universitaire Cathédrale. L'affiche était signée Émile Bravo. La douzième édition du Prix Meilleur Premier Album des Lycéens Picards a été remportée par Marc Dubuisson pour La nostalgie de Dieu.
- Les auteurs invités

En 2010, les 87 auteurs présents étaient Alex-Imé, Noredine Allam, Jérémie Almanza, Denis Bajram, Nicolas Bannister, Ben Radis, Greg Blondin, Nicolas Brachet, Elsa Brants, Émile Bravo, Jean-François Bruckner, Brüno, Daniel Casanave, Jean-Christophe Chauzy, Damien Cuvillier, Stéphane Cuvillier, Loïc Dauvillier, Marie Deschamps, Antoine Dodé, Dodo, Paul Drouin, Marc Dubuisson, Bruno Duhamel, François Duprat, Serge Dutfoy, Fred Duval, Edith, Emem, Jean-Luc Englebert, Arnaud Floc'h, Agnès Fouquart, David Francois, Olivier Frasier, Gabor, Séverine Gauthier, Daniel Goossens, Hardoc, Régis Hautiere, Nicolas Hitori De, Florent Humbert, Olivier Jouvray, Jérome Jouvray, Anne-Claire Jouvray, Kokor, Thomas Labourot, Francis Laboutique, Denis Lachaussée, Philippe Lacoche, Denis Lapiere, Antonio Lapone, Christian Lerolle, Philippe Luguy, Laurent Maffre, Thierry Martin, Montse Martin, Vincent Mathy, Ralph Meyer, Guy Michel, Emmanuel Moynot, Fabrice Neaud, Nykko, Dimitri Piot, Arnaud Poitevin, Nicolas Pothier, Ptiluc, Pascal Rabate, Pascal Regnauld, Riff Reb's, Frédérik Salsedo, Greg Salsedo, Tony Sandoval, Sylvain Savoia, Gradimir Smudja, Sofia, Aude Soleilhac, Marzena Sowa, Philippe Squarzoni, Saverio Tenuta, Philippe Thirault, Ullcer, Eddy Vaccaro, Vanyda, Valérie Vernay, Virginie Vertonghen, Éric Wantiez, Wilizecat, Zanzim.
- Les expositions

Quatorze expositions ont été proposées lors de cette quinzième édition.
- Les productions

64 ex-libris ont été réalisés en 2010.

### Salon 2011
Les seizièmes Rendez-vous de la bande dessinée d'Amiens ont eu lieu les 4 et 5 juin 2011, au Pôle Universitaire Cathédrale. L'affiche était signée Ralph Meyer. La treizième édition du Prix Meilleur Premier Album des Lycéens Picards a été remportée par Cyrielle pour Tokyo Home.
- Les auteurs invités

En 2011, les 79 auteurs présents étaient Alex-Imé, Alfred, Sergio Algozzino, Noredine Allam, Laurent Astier, Philippe Aymond, Denis Bajram, Baloo, Edmond Baudoin, Gabrielle Bell, Besseron, Greg Blondin, Cabu, Daniel Casanave, Cha, Charb, Damien Cuvillier, Cyrielle, Loïc Dauvillier, Yann Degruel, Caroline Delabie, Olivier Deloye, Juan Diaz Canales, Renaud Dillies, Djian, Antoine Dodé, Alain Dodier, François Duprat, Serge Dutfoy, Efa, David Etien, Arnaud Floc'h, David Francois, Olivier Frasier, Thierry Gloris, Pierre-Henry Gomont, Daniel Goossens, Goupil Acnéique, Olivier Grenson, Stanislas Gros, Hardoc, Régis Hautiere, Nicolas Hitori De, Bill Kartalopoulos, Kris, Francis Laboutique, Denis Lachaussée, Bruno Le Floc'h, Laurent Lefeuvre, Léonie, Laurent Maffre, Valérie Mangin, Frank Margerin, Guillaume Martinez, Ralph Meyer, Alexis Nesme, Jean-Denis Pendanx, Johan Pilet, Nicolas Pothier, Nicolas Poupon, Ptiluc, Riff Reb's, Lisandru Ristorcelli, Frédérik Salsedo, Gilbert Shelton, Fred Simon, Patrick Sobral, Aude Soleilhac, Stéphane Soularue, Rudy Spiessert, Olivier Supiot, Nicolas Sure, Olivier Taduc, Alexandre Tefenkgi, Cyrille Ternon, Turf, Teresa Valero, Sylvain Vallée, Vanyda.
- Les expositions

Quinze expositions ont été proposées lors de cette seizième édition.
- Les productions

73 ex-libris ont été réalisés en 2011.

### Salon 2012
Les dix-septièmes Rendez-vous de la bande dessinée d'Amiens ont eu lieu les 2 et 3 juin 2012, au Pôle Universitaire Cathédrale. L'affiche était signée Fred Salsedo. La quatorzième édition du Prix Meilleur Premier Album des Lycéens Picards a été remportée par Anlor pour Les Innocents coupables : La Fuite, t. 1. Ce salon 2012 a également vu la création du Prix Bande Dessinée des Collégiens Samariens ; le premier lauréat de ce prix fut La Balade de Yaya : La Fugue, t. 1 dessinée par Golo Zhao et scénarisée par Jean-Marie Omont.
- Les auteurs invités

En 2012, les 90 auteurs présents étaient Alex-Imé, Christophe Alliel, Fabrice Angleraud, Anlor, Denis Bajram, Ben Radis, Philippe Berthet, Besseron, Frédéric Bihel, Greg Blondin, Boulet, Hervé Bourhis, Stéphane Bouzon, Capucine, Daniel Casanave, Pierre-Mony Chan, Yannick Corboz, Pascal Croci, Damien Cuvillier, Renaud Dillies, Dodo, Marc Dubuisson, Serge Dutfoy, Edith, Emem, Fraco, David Francois, Olivier Frasier, Daniel Goossens, Juanjo Guarnido, Nicolas Guenet, Hardoc, Régis Hautiere, Nicolas Hitori De, Hub, Corentin Jaffre, Jano, Olivier Jouvray, Nicolas Juncker, Jung, Bill Kartalopoulos, Kokor, Kris, Francis Laboutique, Denis Lachaussée, Libon, Jason Little, Marc Lizano, Maël, Laurent Maffre, Valérie Mangin, Frank Margerin, Patrick Marty, Frédéric Maupome, Ralph Meyer, Mig, Ana Miralles, Netch, Nykko, Jean-Marie Omont, Joël Parnotte, Patrick Pelloux, Jean-Philippe Peyraud, Alice Picard, Johan Pilet, Nicolas Pothier, Sandrine Py, Isabelle Rabarot, Reineke, Reno, Julio Ribera, Hervé Richez, Riff Reb's, Riss, Roger, Emilio Ruiz, Frédérik Salsedo, Sylvain Savoia, Stéphane Senegas, Dash Shaw, Sofia, Aude Soleilhac, Marzena Sowa, Olivier Supiot, Ciro Tota, Tramber, Olivier Vatine, Fabien Vehlmann, Martin Vidberg, Yoann.
- Les expositions

Quatorze expositions ont été proposées lors de cette dix-septième édition.
- Les productions

63 ex-libris ont été réalisés en 2012.

### Salon 2013
Les dix-huitièmes Rendez-vous de la bande dessinée d'Amiens ont eu lieu les 1er et 2 juin 2013, au Pôle Universitaire Cathédrale. L'affiche était signée Matthieu Bonhomme. La quinzième édition du Prix Meilleur Premier Album des Lycéens Picards a été remportée par Kai Zong pour Nankin, dont le scénario a été écrit par Nicolas Meylaender. Le Prix Bande Dessinée des Collégiens Samariens n'a pas été décerné cette année là.
- Les auteurs invités

En 2013, les 85 auteurs présents étaient Jessica Abel, Alex-Imé, Norédine Allam, Ambre, Steve Baker, Clément Baloup, Romain Baudy, Emmanuel Beaudry, Frédéric Bihel, Greg Blondin, Matthieu Bonhomme, Farid Boudjellal, Cécile, Alexandre Clérisse, Damien Cuvillier, Nicolas Debon, Caroline Delabie, Olivier Deloye, Raoul Douglas, Bruno Duhamel, Edith, Eldiablo, Emem, Clément Fabre, Michel Falardeau, Benoît Feroumont, Fraco, David Francois, Olivier Frasier, Yves Frémion, Daniel Goossens, Hardoc, Régis Hautière, Nicolas Hitori De, James, Olivier Jouvray, Kokor, Bojan Kovačević, Kris, Hugues Labiano, Francis Laboutique, Denis Lachaussée, Marc Lizano, Matt Madden, Laurent Maffre, Guillaume Magni, Frédéric Maupomé, Agnès Maupré, Catherine Meurisse, Ralph Meyer, Nicolas Meylaender, Jérémie Moreau, Sébastien Morice, Gaétan Nocq, Jean-Marie Omont, Joël Parnotte, Daniel Pecqueur, Patrice Pellerin, Vincent Perriot, Johan Pilet, Michel Plessix, Nicolas Poupon, Jeff Pourquié, Pozla, Ptiluc, Renard, Riff Reb's, Frédérik Salsedo, Stéphane Sénégas, Robert Sikoryak, Sofia, Jean Solé, Aude Soleilhac, Philippe Squarzoni, Olivier Supiot, Philippe Thirault, Tirso, Martin Trystram, David Vandermeulen, Fabien Vehlmann, Céline Wagner, Yoann, Dominique Zay, Golo Zhao, Kai Zong.
- Les expositions

Seize expositions ont été proposées lors de cette dix-huitième édition.
- Les productions

52 ex-libris ont été réalisés en 2013.

### Salon 2014
Les 19e Rendez-vous de la bande dessinée d'Amiens ont eu lieu les 7 et 8 juin 2014, au Pôle Universitaire Cathédrale. L'affiche a été signée Riff Reb's. Le 16e Prix Meilleur Premier Album des Lycéens Picards a été remis à Bruno Dequier pour Louca : Coup d'envoi, t. 1. Le 2e Prix Bande Dessinée des Collégiens Samariens a été attribué à la bande dessinée Klaw : Éveil, t. 1 scénarisée par Antoine Ozanam et dessinée par Joël Jurion.
- Les auteurs invités

En 2014, les 96 auteurs présents sont Jessica Abel, Pierre Alary, Alex-Imé, Ambre, Anlor, Virgile Antoine, Vincent Bailly, Clément Baloup, Nicolas Bannister, Edmond Baudoin, Emmanuel Beaudry, Greg Blondin, Boulet, Hélène Bruller, Cécil, Joris Chamblain, Coco, Yannick Corboz, Delphine Cuveele, Damien Cuvillier, Cyclöphead, Loïc Dauvillier, Dawid, Pieter De Poortere, Guillaume Delacour, Bruno Dequier, Renaud Dillies, Antoine Dodé, Mathilde Domecq, Raoul Douglas, Christian Durieux, Serge Dutfoy, Édith, Benoît Feroumont, Arnaud Floc'h, Fraco, David François, Olivier Frasier, David Gilson, Pierre-Henry Gomont, Daniel Goossens, Flora Grimaldi, Hardoc, Régis Hautière, Nicolas Hitori De, Louise Joor, Joël Jurion, Nicolas Keramidas, Miran Kim, Kokor, Kris, Francis Laboutique, Denis Lachaussée, Augustin Lebon, Wilfrid Lupano, Matt Madden, Maël, Laurent Maffre, Guillaume Magni, Thierry Martin, Marc-Antoine Mathieu, Frédéric Maupomé, Jean-Claude Mézières, Emmanuel Michalak, Emmanuel Moynot, Alexis Nesme, Natalie Nourigat, Fumio Obata, Antoine Ozanam, Serge Pellé, Stéphane Perger, Arnaud Poitevin, Pozla, Ptiluc, Christophe Quet, David Raphet, Renard, Riff Reb's, Ludovic Rio, Joe Sacco, Paul Salomone, Frédérik Salsedo, Sylvain Savoia, Stéphane Sénégas, Eddy Simon, Sofia, Marzena Sowa, Tébo, Grégory Tessier, Lucile Thibaudier, Craig Thompson, Tian, Martin Trystram, Denis Van P., Martin Vidberg, Dominique Zay.
- Les expositions

Seize expositions ont été proposées lors de cette dix-neuvième édition.
- Les productions

### Salon 2015
Les 20e Rendez-vous de la bande dessinée d'Amiens ont eu lieu les 6 et 7 juin 2015, au Pôle Universitaire Cathédrale. L'affiche est signée Marc-Antoine Mathieu.
- Les auteurs invités

Quatre-vingt-dix auteurs invités pour faire le tour des tendances et des courants de la bande dessinée contemporaine.
- Les expositions

Treize expositions ont été proposées lors de cette vingtième édition.
- Les productions

Soixante-dix ex-libris ont été réalisés.

### Salon 2016
La moitié des auteurs présents venaient pour la première fois.

### Salon 2017
Affiche de Brüno.

### Salon 2018
Le festival investit la Halle Freyssinet, une importante friche industrielle et ferroviaire. Affiche de Zep.

#### Les expositions
- Les mondes merveilleux de Zep ;
- Zidrou and co ;
- La Fleur dans l’atelier de Mondrian ;
- Les vaisseaux spatiaux dans la BD franco-belge ;
- Mutafukaz ;
- Jeux et bande dessinée – Jean Marie Minguez ;
- La Revue Dessinée ;
- La Fille maudite du Capitaine Pirate ;
- Bjorn le Morphir ;
- 20 ans de Tchô ! ;
- La boite à histoire de Matthieu Maudet ;
- Prix Révélation Bande Dessinée ;
- Prix des collégiens de la Somme ;
- Concours régional de bande dessinée – Les savants fous ;
- Le Diplôme Universitaire s’expose.

### Salon 2019
Pas moins de 85 auteurs pour cette deuxième édition à la Halle Freyssinet.
Enrico Marini a réalisé l’affiche pour cette 24e édition.

#### Les expositions
- Blake et Mortimer – Le Dernier Pharaon ;
- Beyrouth : Portrait d’une utopie ;
- Bots – Trois robots et un couffin ;
- J’ai 10 ans ! Plongée dans l’univers de la Gouttière ;
- Sortir de Terre – Louvre Lens ;
- Indie Americans ;
- Jeux et BD – Okko Chronicles ;
- Les expositions du service éducatif.

### Salon 2020
Les participants :
Albertine Ralenti, Alex-Imé, Alexandre Clérisse, Anne-Claire Giraudet, Arno Monin, Aude Mermilliod, Aurélien Ducoudray, Bruno Bessadi, Bruno Loth, Carole Maurel, Catel, Cecil, Charlotte Pollet, Chloé Cruchaudet, Chongrui Nié, Corentin Lecorsier, Cyril Pedrosa, Damien Cuvillier, Daniel Goossens, Dav, David François, David Périmony, Davide Tosello, Dawid, Delphine Cuveele, Derf Backderf, Dominique Zay, Efix, Émilie Plateau, Emmanuel Beaudry, Emmanuel Moynot, Étienne Lécroart, Fabrizio Dori, Greg Blondin, Guillaume Guerse, Guillaume Magni, Hardoc, Isabelle Merlet, Jean-Christophe Chauzy, Jean-Louis Tripp, Jérôme Hamon, Jérôme Maffre, Jocelyn Joret, José-Luis Munuera, Josselin Billard, Juanjo Guarnido, Julie Rocheleau, Juliette Charlot, Kid Toussaint, Kokor, Laurent Lefeuvre, Lena Sayaphoum, Lucio Merckaert, Marc Lizano, Marko, Martin Trystram, Nicolas Hitori De, Nicolas Moog, Nicolas Pitz, Olivier Frasier, Oriane Lassus, Pierre Alary, Quentin Zuttion, Régis Hautière, Rémi Farnos, Renaud Collard, Ronan Toulhoat, Scarlett, Shin'ichi Ishizuka, Stan Manoukian, Steve Baker, Tania De Montaigne, Thierry Martin, Thierry Smolderen, Thomas Priou, Un Printemps, Véro Cazot, Vincent Brugeas, Virgile Antoine.
Le festival est annulé pour cause de pandémie.

### Salon 2021
Rendez-vous les 5 et 6 juin 2021 à la halle Freyssinet mais aussi à la MCA et au musée de Picardie.
Le parrain est Cyril Pedrosa (Portugal, Les Équinoxes, L'Âge d'or...).
Des expos, des rencontres, un espace jeune public et près de 90 auteurs à l'affiche pour le 25e festival.
Les auteurs présents en juin :
Week-end des 5 et 6 juin :
Pierre Alary (dernier album paru Don Vega, éd.Dargaud), 
Alex-Imé (Amiens, coll., ed. Petit à Petit), 
Boris Beuzelin (Peter Dillon, éd. Glénat), 
Marie Bardiaux Vaïente (l’Abolition, avec Malo Kerfriden, éd.Glénat), 
Juliette Boutant (Les Crocodiles sont toujours là, avec Mathieu Thomas, éd.Casterman), 
Daniel Casanave (Sapiens, avec David Vandermeulen, ed.Albin-Michel), 
Véro Cazot et Lucy Mazel (Olive, ed.Dupuis), 
Cecil (Holmes, avec Luc Brunschwig, ed.Futuropolis), 
Emilie Clarke (Violette et les lunettes magiques, ed. Biscoto), 
Alexandre Clérisse (Une année sans Cthulhu, avec Thierry Smolderen, ed.Dargaud), 
Delphine Cuveele et Dawid (À l’Unisson, éd. de la Gouttière), 
Cy (Radium Girls, ed.Glénat),
François Duprat (Les Bonhommes de pluie, éd. de la Gouttière), 
Tony Emeriau (La bande à Julo, avec Mickaël Roux, ed. Kennes), 
David François (Chaplin, t.2, avec Laurent Seksik, éd. Rue de Sèvres), 
Jérôme Hamon (Skateboard Chronicles, ed.Marabulles), Lucas Harari (La dernière rose de l’été, ed. Sarbacane), 
Oriane Lassus (Les Gardiennes du grenier, ed. Biscotto), 
Laurent Lefeuvre (Super peinard, ed. Komics initiative), 
Bruno Loth (Viva l’anarchie !, ed. La Boîte à bulles), 
Christian Lerolle (Le Ravageur, avec Corbeyran et Nicolas Bègue, ed. Robinson), 
Marc Lizano (La Pension Moreau, avec Benoît Broyart, ed. de la Gouttière), 
Thierry Martin (Sang d’encre, avec Philippe Cordier, Komics initiative), 
Aude Mermilliod (Le Chœur des femmes, d’après Martin Winckler, ed. Le Lombard),
Dorothée de Monfreid (Les choses de l’amour, ed. Misma), 
Cyril Pedrosa (L’Âge d’or, tome 2, avec Roxanne Monteil, ed. Dupuis, Carnets de manifs, avec Loïc Sècheresse, ed. du Sous-sol), 
Frank Pé (La Bête avec Zidrou, ed. Dupuis), 
Phillipe Pelaez (Puisqu’il faut des hommes, avec Victor Pinel, ed.Grand Angle ; Dans mon village on mangeait des chats, avec Francis Porcel, ed. Grand Angle), 
David Périmony (Billy Symphonie, ed. de la Gouttière), 
Emilie Plateau (Noire, la vie méconnue de Claudette Colvin, ed. Dargaud), 
Pozla (L’Homme qui courait après sa chance, ed. Delcourt), 
Thomas Priou (SuperEnvironman, avec Bruno Madaule, ed.Bamboo), 
Ludovic Rio (Aiôn, ed. Dargaud), Jérémie Royer (Tous les héros s’appellent Phénix, ed. Rue de Sèvres ; 
Kid Toussaint (Ennemis, t.2, ed. Grand Angle), 
Jean-Louis Tripp (Extases, ed. Casterman),
Damien Roudeau (l’Eau vive, avec Alain Bujak, ed. Futuropolis).
Week-end des 12 et 13 juin :
Steve Baker et Aurélien Ducoudray (Bots, t.3, ed. Ankama),
Greg Blondin (Je fais ma première BD, ed. Fleurus), 
Benoît Broyart (La Pension Moreau, avec Marc Lizano, ed. de la Gouttière),
Camille K. (Autobiographie d'une courgette, ed. Philéas), 
Juliette Charlot (Amiens, ed. Petit à Petit), 
Olivier Frasier (Alyson Ford, avec Joris Chamblain, ed. Glénat), 
Anne-Claire Giraudet (la Fille au grain dans l’oeil, avec Claude Tillier, ed. Engeleare), 
Hardoc (La guerre des Lulus, t.7, avec Régis Hautière, ed. Casterman), 
Nicolas Hitori De (Mia & Co avec Vanyda, ed. Dargaud), 
Jocelyn Joret (KidZ, avec Aurélien Ducoudray, ed. Glénat), 
Mathieu Lavallée et Gilles Prilaux (Hagard, enquêteur d’histoire, ed. de la Gouttière/conseil dép. Somme), 
Corentin Lecorsier (Tolkien et la bataille de la Somme, avec Emmanuel Beaudry, ed. A Contresens), 
Etienne Lécroart (Urgence climatique, avec Ivar Ekeland, ed. Casterman), 
Guillaume Magni (Amiens, ed. Petit à Petit), 
Carole Maurel (Nellie Bly, avec Virginie Ollagnier, ed. Glénat), 
Nicolas Moog (Underground, avec Arnaud le Gouëfflec, ed. Glénat), 
Emmanuel Moynot (No Direction, ed. Sarbacane), 
Stéphane Sénégas (Anuki, t.10, avec Frédéric Maupomé, ed. de la Gouttière).
Week-end des 19 et 20 juin :
Emmanuel Beaudry et Virgile (l’Ombre d’un monstre, ed. Red Eye), 
Bruno Bessadi (Amazing Grace, avec Aurélien Ducoudray, ed.Glénat), 
Josselin Billard (Les contes du givre, ed. Komics
initiative), Greg Blondin et Dominique Zay (Phlilippine Lomar, t.5), 
Vincent Brugeas (Nottingham, avec Benoît Dellac et Emmanuel Herzet, ed.du Lombard), Chongrui Nie (Au loin une montagne, ed. Steinkis), 
Renaud Collard (Amiens, ed. Petit à Petit),
Bruno Collombat et Damien Cuvillier (Le Choix du chômage, ed. Futuropolis), 
Dav (Sous les arbres, ed. de la Gouttière),
Renaud Dillies et Régis Hautière (Le cercle de la rivière Sauvage, ed. de la Gouttière), 
Fabrizio Dori (Le Dieu vagabond, ed. Sarbacane),
Edith (Mimosa, avec Catmalou, ed.Soleil), 
Fraco (Mon histoire de migration, coll., ed. Amiens métropole), Guilhem Gautrand (le jeu Le Roy des Ribauds), 
Guillaume Guerse (Vermisseaux, avec Marc Pichelin, ed. Les Requins marteaux), 
Kokor (Ours est un écrivain comme les autres, ed. Futuropolis), 
Marko (Le jour où la nuit s’est levée, avec Béka), 
Lucio Merckaert (Amiens, ed. Petit à Petit), 
Roxanne Moreil (l’Âge d’or, t.2, avec Cyril Pedrosa, ed. Dupuis), 
Nicolas Pitz (Traquée, la cavale d’Angela Davis, avec Fabien Grolleau, ed. Glénat), Riff Reb’s (Le Vagabond des étoiles, t.2, d’après Jack London, ed. Soleil),
Ronan Toulhoat (Wild West avec Vincent Brugeas, auto-édité), 
Zanzim (Peau d’homme, avec Hubert, ed. Glénat).
Week-end des 26 et 27 juin : (en cours)

### Salon 2022
Le 26e festival bat son plein pendant tout le mois de juin avec des temps forts au cours des week-ends.
Expositions, rencontres et animations jeune public sont au programme.
Les auteurs reçus :
- 4 et 5 juin : Wilfrid Lupano, Sylvain Repos, Mathieu Burniat, Elsa Bordier, Stéphane Fert, Guilhem, Jenolab, Denis Bajram, Benoît Dahan, James, David Vandermeulen, Jean-David Morvan, Virgile, Régis Hautière, Juliette Charlot, Lucie Quéméner, Aude Soleilhac, Pascal Jousselin, Nicolas Hitori De, Jorge Bernstein, Luisa Russo, Éric Salch, Emmanuel Beaudry, Camille K., Alex-Imé, Pozla, Turf, Jim Bishop, Obion, Églantine Ceulemans, Jean-Yves Duhoo, Greg Blondin, David François, Etienne Lécroart, Jonathan Garnier, Lucio Merckaert, David Périmony, Emmanuel Guibert, Hardoc, José Homs, Ludovic Rio, Pascal Rabaté, Sylvain Savoia, José-Luis Munuera, Amélie Fléchais, Guillaume Magni, Corentin Lecorsier, Dav, Vincent Caut, Damien Cuvillier, Stan Manoukian, Thomas Priou, Edmond Baudoin, Lisa Mandel, Pauline Pernette, Anne-Claire Giraudet, David Furtaen, Claire Fauvel, Sandrine Deloffre, Lucy Macaroni, Jean-Philippe Peyraud, Thomas Gilbert, Catherine Romat, Thierry Martin, Cyril Liéron, Dominique Bertail, Michèle Standjofski, Nuria Tamarit, Lewis Trondheim, Marc Boutavant, Emilie Gleason, Olivier Frasier, Olivier Deloye, Dominique Zay, Sylvain Vallée, Valérie Mangin, Jean-Christophe Chauzy, Daniel Casanave[86].

- 25 et 26 juin : Jean-Luc Deglin, Yakoub Abdellatif, Fred Daviken, Vincent Froissard, Camille Raveau, Christophe Alliel, Pierre Waltch, Noë Monin, Damien Maric, Sti, Marc Lataste, Milena, Kokor, Libon, Charline Forns, Isabelle Maroger, Marc Dubuisson, Romain Ronzeau, Thierry Gaudin, Cati Baur, Alain Dodier, Daria Schmitt, Mathieu Lavallée, Gilles Prilaux, François Schuiten, Frédéric Maupomé, Maxime Justin, Caroline Nasica, Boulet, Dawid, Gérard Mordillat, Sébastien Gnaedig, Vincent Bailly, Cynthia, Clément Devaux, Serge Le Tendre, Wauter Mannaert, Héloïse Chochois, Olivier Supiot, Étienne Le Roux, Jean Dytar, Antoine Ettori, David Revoy, Fabrice Neaud, Olivier Muller, Kris, Louise Joor, Xavier Fourquemin, Anne Didier, Chloé Cruchaudet, Arnaud Boutle, Crisse, Jim Bishop, Greg Blondin, David Périmony, Guillaume Magni, Stan Manoukian[87].

Les 25 et 26 juin, douze expositions sont encore présentées dont Rob Guillory, l’Ecole du crayon d’argent,  Monstres, le cabinet du Docteur Stan Manoukian, Z comme Munuera, Dans la tête de Linette... 
Une cinquantaine d'auteurs accordent leurs dédicaces.

### Salon 2023
Le 27e festival bat son plein avec près de 90 auteurs, dessinateurs, scénaristes dès le premier week-end et pendant tout le mois de juin avec des temps forts au cours des autres week-ends.
Une douzaine d'expositions seront présentées durant les quatre week-ends de juin. L'affiche est réalisée par Chloé Cruchaudet.

### Salon 2024
Dès le 1er juin, les expositions inventives séduisent le public.
Quatre week-ends de manifestations dont deux festivals avec auteurs et animations : le Rendez-Vous d'Amiens se confirme la première manifestation de ce type au nord de Paris.

### Salon 2025
Le salon ouvre officiellement dès l'inauguration le vendredi 4 juin mais les scolaires sont présents depuis le début de la semaine. Le site est ouvert les trois premiers week-ends du mois.
Invité d'honneur : Naoki Urasawa, auteur de « 20th Century boys » ou encore « Pluto ».
Le concert d'Arthur H. et Alfred (La solidité du rêve) termine le festival. Cette édition bat un record : 22 000 visiteurs sur trois week-ends.

## Les bulles du lundi
Les bulles du lundi sont un format original de rencontre avec des auteurs, sans la moindre séance de signature ou de dédicace.
Tous les premiers lundis du mois, depuis le lundi 4 février 2002, l'association reçoit des acteurs du monde de la bande dessinée, pour une conversation informelle et illustrée.
Après s'être tenues au bar Les Trois Maillets, au restaurant La Capitainerie puis au Centre Culturel Léo Lagrange, place Vogel, dans l'ancienne chapelle propice aux confidences, les Bulles du Lundi se tiennent désormais à la Bibliothèque municipale Louis Aragon.

### Les auteurs reçus aux bulles du lundi
Ont été reçus :
- En 2002, Francis Vallès, Jean-Philippe Peyraud, Nicolas Poupon, Fabien Vehlmann, Olivier Frasier et Jewel, Zerriouh, Hardoc et Régis Hautière.
- En 2003, Julio Ribera, Simon Léturgie, Kokor, Sylvain Vallée et Paul Gillon.
- En 2004, Gil Formosa, Jeff Pourquié, Brüno, Antoine Dodé, Jean-David Morvan et Sylvain Savoia, Pierre Paquet (éditeur), Jean Dufaux, André Geerts, Vanyda et François Duprat.
- En 2005 : Philippe Buchet, Michel Blanc-Dumont, François Boucq, Marc Bourgne, Olivier Supiot, Frank Pé, Norédine Allam de 2HB et Patrick Gaumer.
- En 2006 : Jean-Christophe Chauzy, Fred Mangé (Treize étrange), Benoît Peeters et François Schuiten, David François ainsi que Fabrice Neaud.
- En 2007 : Christian Godard, Daniel Goossens, Jean-Claude Mézières, Luguy, Alfred, Christian Durieux, Johan De Moor et Juanjo Guarnido.
- En 2008 : Francis Laboutique, Guillaume Bouzard, Yoann, Loïc Dauvillier, Daniel Casanave, Christian Lerolle et Marzena Sowa, Denis Bajram.
- En 2009 : Jean-Christophe Ogier, le même jour Marc Villard, Jean-Christophe Chauzy et Jean-Philippe Peyraud, Pascal Rabaté, Jean-Pierre Gibrat, Philippe Squarzoni et Émile Bravo.
- En 2010 : Charles Berberian, Philippe Thirault, Fred Duval, Damien Cuvillier et Olivier Ta.
- En 2011 : Cecil, Kris, Denis Lapière, Étienne Davodeau, Frank Margerin.
- En 2012 : Fred Salsedo, Laurent Astier
- En 2013 : Matthieu Bonhomme.
- En 2014 : Riff Reb's.
- En 2015 : Marc-Antoine Mathieu.
- En 2016 :
- En 2017 :
- En 2018 :
- En 2019 :
- En 2020 :
- En 2021 :
- En 2022 : Entre autres, au musée de Picardie, Alex Imé et Camille K pour les ateliers des lundis 21 et 28 juillet[95].